# مادلين لانغل
مادلين لانغل (بالإنجليزية: Madeleine L'Engle) ‏ (29 نوفمبر 1918 – 6 سبتمبر 2007) كاتبةٌ أمريكيةٌ معروفةٌ بكتابة قصص الخيال الشبابية وهي مشهورةٌ بكتابة الرواية الحائزة على جائزة نيوبري تجعد في الوقت (A Wrinkle in Time) وأجزائها، ورواية: الرياح في الباب (A Wind in the Door) والرواية الحائزة على الجائزة الوطنية للكتاب الكوكب سريع الانحناء (A Swiftly Tilting Planet) ورواية الماء الكثير (Many Waters) ورواية الزمن المقبول (An Acceptable Time) وتعكس أعمالها إيمانها المسيحي واهتمامها الكبير بالعلم الحديث.

## نشأتها
وُلدت مادلين لانغل كامب في نيويورك في 29 نوفمبر عام 1918، وسُميّت على اسم أم جدتها مادلين مارغريت لانغل، عُرفت أيضًا بـ مادو. كان جد أمها بيون بارنيت مصرفي فلوريدا والمؤسس المشارك في بنك بارنيت في جاكسونفيل، فلوريدا. كانت أمها عازفة بيانو، وسُمّيت مادلين أيضًأ: مادلين هول بارنيت. كان والدها تشارلز وادزورث كامب كاتبًا، وناقدًا، ومراسلًا أجنبيًا، وقد عانى من ضرر في الرئة بسبب غاز الخردل خلال الحرب العالمية الأولى، وذلك وفقًا لكلام ابنته.
كتبت لانغل قصتها الأولى عندما كانت في عمر الخامسة وبدأت تحتفظ بمذكراتها منذ عمر الثامنة. لم تُترجم هذه المحاولات الأدبية المبكرة إلى نجاح أكاديمي في مدرسة نيويورك الخاصة حيث كانت مُسجَّلة. وصفها بعض أساتذتها بالطفلة الخجولة الخرقاء والغبية. انسحبت إلى عالمها الخاص من الكتب والكتابة لأنها لم تستطع إرضاءهم. اختلف والداها عادةً حول طريقة تنشئتها، ونتيجة لذلك، التحقت بعدة مدارس داخلية، وتناوبت عدة مدبرات في تربيتها.
سافرت عائلة كامب بشكل متكرر. وانتقت العائلة في وقت ما للعيش في قصر بالقرب من شاموني في جبال الألب الفرنسية، في ما وصفته مادلين بمثابة الأمل بأنّ الهواء الأنظف سيكون أسلس بالنسبة لرئتي والدها. أُرسلت مادلين إلى مدرسة داخلية في سويسرا. لكن أصاب جدة مادلين المرض في عام 1993، وانتقلوا إلى قرب جاكسونفيل في فلوريدا ليكونوا أقرب منها. ارتادت لانغل مدرسة داخلية أخرى، وهي مدرسة آشلي هيل في تشارلستون، في كارولينا الجنوبية. سافرت مادلين إلى المنزل عندما توفى والدها في عام 1936، لكنها وصلت متأخرة لتودعه.

## تعليمها وزواجها وعائلتها
ارتادت لانغل كلية سميث من عام 1937 إلى عام 1941. تخرجت بدرجة شرف من كلية سميث، وانتقلت إلى شقة في نيويورك. نشرت لانغل روايتيها المطر القليل وإلسا قبل أن تلتقي زوجها في عام 1942. التقت الممثل هيو فرانكلين عندما ظهرت في مسرحية بستان الكرز لأنطون تشيخوف. تزوجت لانغل فرانكلين في 26 يناير عام 1946. وعندما كتبت في وقت لاحق حول لقائهما وزواجهما «التقينا في بستان الكرز وتزوجنا في موسم الفرح» وُلدت الابنة الأولى للزوجين جوزافين في عام 1947.
انتقلت العائلة إلى مزرعة عمرها مئتي عام تُدعى كروس ويكس في غوشين، كونيتيكت في عام 1952. ومن أجل تعويض دخل فرانكلين من التمثيل، اشتريا وأدارا متجرًا عامًا صغيرًا، بينما واصلت لانغل كتاباتها. وُلد ابنهم بيون في نفس العام. وبعد أربعة أعوام، جاءت ماريا ابنة أصدقاء العائلة الذين تُوفوا ذات السبعة أعوام للعيش مع عائلة فرانكلين، وقاموا بتبنيها بعد ذلك بفترة قصيرة. عملت لانغل خلال هذه الفترة مديرةً لجوقة الكنيسة الأبرشية المحلية.

## مهنة الكتابة
عزمت لانغل أن تتخلى عن الكتابة في عيد ميلادها الأربعين (نوفمبر 1958) عندما تلقت إشعار رفض آخر. «بالرغم من كل الساعات التي قضيتها في الكتابة، ما زلت لا أستطيع تحمل الأعباء المالية لنفسي». سرعان ما اكتشفت أمرين، وهما أنها لم تستطع التخلي عن الكتابة، وأنها استمرت في العمل على الروايات لا شعوريًا.
عادت العائلة إلى نيويورك في عام 1959 ليتمكن هيو من استئناف مهنته في التمثيل. سبق هذا الانتقال رحلة تخييم عبر البلاد مدة عشرة أسابيع وحصلت لانغل خلال هذه الرحلة لأول مرة على فكرة أكثر رواياتها شهرةً تجعد في الوقت، التي أكملتها بحلول عام 1960. رُفضت أكثر من ثلاثين مرة قبل أن تسلمها باليد إلى جون سي. فارار. نشترها دار نشر فارار وستراوس وجيرو في النهاية عام 1962.

## وصلات خارجية
- مادلين لانغل على موقع IMDb (الإنجليزية)
- مادلين لانغل على موقع الموسوعة البريطانية (الإنجليزية)
- مادلين لانغل على موقع ميوزك برينز (الإنجليزية)
- مادلين لانغل على موقع قاعدة بيانات برودواي على الإنترنت (الإنجليزية)
- مادلين لانغل على موقع إن إن دي بي (الإنجليزية)

مادلين لانغل  على قاعدة بيانات الخيال التأملي على الإنترنت
- موقع لانغل الرسمي
- Madeleine L'Engle at FSG
- Obituary in The Times 25 September 2007 نسخة محفوظة 15 مايو 2009 على موقع واي باك مشين.
- Madeleine L'Engle, author of the Wrinkle in Time Quintet
- ‘I Dare You’ Madeleine L'Engle on God, The Da Vinci Code and aging well نيوزويك
- L'Engle's site at WaterBrook Press
- PBS "Religion & Ethics Newsweekly" Interview نسخة محفوظة 10 مارس 2013 على موقع واي باك مشين.
- Fantasy and Faith, First Things, November 2007